# Dubienka (plaats)
Dubienka is een dorp in het Poolse woiwodschap Lublin, in het district Chełmski. De plaats maakt deel uit van de gemeente Dubienka en telt 1150 inwoners.